# Слотсберг (Њујорк)
Слотсберг (енгл. Sloatsburg) град је у америчкој савезној држави Њујорк.

## Демографија
По попису из 2010. године број становника је 3.039, што је 78 (-2,5%) становника мање него 2000. године.
| Група             | 2000.         | 2010.         |
| Белци             | 2.719 (87,2%) | 2.375 (78,2%) |
| Афроамериканци    | 110 (3,5%)    | 107 (3,5%)    |
| Азијати           | 78 (2,5%)     | 89 (2,9%)     |
| Хиспаноамериканци | 174 (5,6%)    | 431 (14,2%)   |
| Укупно            | 3.117         | 3.039         |